# Storkow (Templin)
Storkow è una frazione del città tedesca di Templin, nel Brandeburgo.

## Storia
Nel 2003 il comune di Storkow venne soppresso e aggregato alla città di Templin.